# タイチウト氏

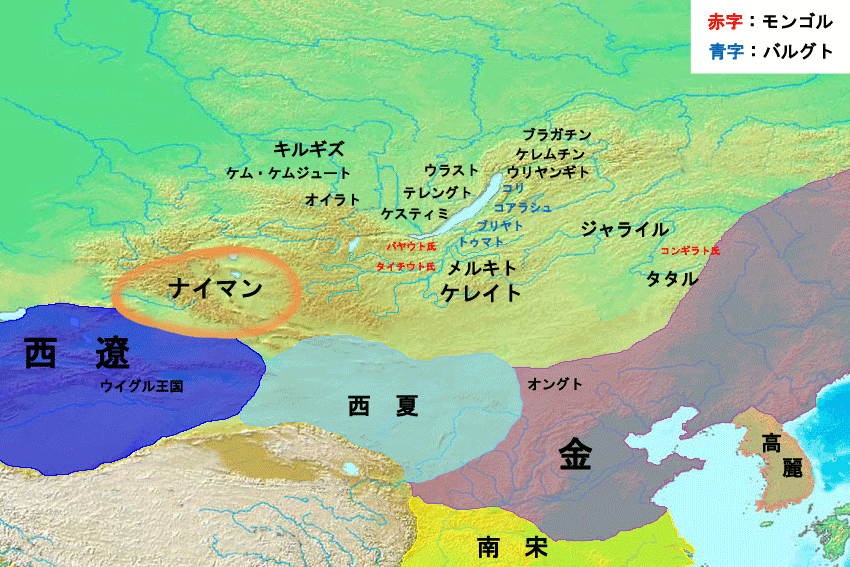
13世紀の北アジアの国家と北方諸民族

タイチウト氏（タイチウトし、Tayičiud）は、モンゴル高原で活動した遊牧民の氏族集団。モンゴル部のボルジギン氏の一支族であり、オノン川中下流域（あるいはセレンゲ河畔）で遊牧生活を営んでいた。同族のキヤト氏と共にモンゴル部の中核を成していた。キヤト氏との抗争の末、チンギス・カンによって屈服させられた。
氏族名の語源は、中国王朝の官職名である「太師」がモンゴル語化した「Taǐci」の複数形と考えられている。漢語史料では泰赤烏、或いは泰亦赤兀惕と表記される。同時に「タイチュウト氏」「タイチュート氏」とも表記される場合がある。

## 起源およびネグス(チノス)氏との関係
『元朝秘史』や『集史』が一致して伝える所によると、モンゴル部中興の祖カイドゥ・カンにはバイシンクル・ドクシン、チャラカイ・リンクゥ、チャウジン・オルテゲイという3人の兄弟がおり、チャラカイの息子セングン・ビルゲの息子のアンバガイ・カンからタイチウト氏が生じたという。
『集史』によるとチャラカイはレビラト婚で兄嫁を娶っており、兄嫁との間に生まれたゲンドゥ・チノとウルクチン・チノ兄弟の子孫からネグス/チノス氏(『元朝秘史』ではベスト氏)が生じたという。しかし、アンバガイの父セングン・ビルゲもまた別名をソルカクトゥ・チノと言い、実はチャラカイ・リンクゥの息子は全て「チノ(狼)」を名前としていた。そのため、本来はチャラカイ・リンクゥの子孫全体が「ネグス(チノス)」という氏族名を称していたが、アンバガイの子孫のみが後に有力となって「タイチウト氏」と改称したのではないかと考えられている。
また、『集史』はモンゴル部族が「ネクズ」と「キヤン」という1組の夫婦から生じたと説明しているが、この始祖伝承は『元朝秘史』の伝える「ボルテ・チノ(蒼き狼)」と「コアイ・マラル(白き牝鹿)」がモンゴル部の始祖となったという説話の異説でもある。すなわち、これらの説話は「チノ(狼)」を族霊とするネグス＝タイチウト氏と、「マラル(鹿)」を族霊とするキヤン＝キヤト[・ボルジギン氏]というモンゴル部族内の2大有力集団をモチーフとして創作されたものと考えられている。

## 歴史
未発達な部族社会にあったモンゴル部を始めて統一し、「あまねきモンゴル(カムク・モンゴル)」の初代君主(カン)となったのがキヤト氏の祖カブル・カンで、その地位を継いで2代君主となったのがアンバガイ・カンであった。アンバガイはタタル部の乣の民（ジュイン・イルゲン）によって金に引き渡され、木馬に磔にされて処刑された。アンバガイの死後、彼の家族とタイチウト氏の首領たちは新しい指導者を選出しようとしたが意見は一致せず、誰がアンバガイの後を継いだかは明らかになっていない。
山地で隔絶されているキヤト氏が居住するオノン川上流域と異なり、タイチウト氏が居住するオノン川中下流域は中国との交易が盛んに行われており、タイチウト氏には中国の物質文化や製鉄技術が多くもたらされた。このため、タイチウト氏は経済力・軍事力においてキヤト氏よりも優位に立っていたと考えられている。
やがてモンゴル部の中心氏族のボルジギン氏族内ではタイチウト氏とキヤト氏の対立が表面化し、キヤト氏のクトラ・カンが没するとタイチウト氏が優位に立った。クトラの甥イェスゲイがキヤト氏の首長だった時代、タイチウト氏の首領はイェスゲイと同盟してモンゴルを統率していた。イェスゲイが亡くなると、イェスゲイの族弟にあたるタイチウト氏の首領タルグタイ・キリルトク（アンバガイ・カンの孫、アダル・カンの子）はイェスゲイの妻ホエルンやテムジン（後のチンギス・カン）らイェスゲイの遺族を見捨て、部民を傘下に加えた。
青年時代のテムジンはタイチウト氏に捕らえられ、首に枷をはめられた。この時にタイチウト氏の隷属民だったスルドゥス氏のソルカン・シラは密かにテムジンを逃し、テムジンはソルカン・シラへの恩義を生涯において忘れることはなかった。1189年ごろに起きた十三翼の戦いでは、タイチウト氏はジャダラン氏のジャムカと連合してチンギス・カンと戦い、これを破った。しかしその戦闘後、ジャムカらは同族たるタイチウトを裏切ってチンギス・カン側についたネグス氏のチャカアン・コアとその一族を捕らえ、ネグス一族の者は鍋で煮殺し、チャカアン・コアは首を切られた上馬の尾にくくりつけて引きずり見せしめにしたという。ネグスの民がジャムカからこのように苛烈な仕打ちを受けたのは親族たるタイチウト氏を裏切ってテムジンに味方したためと推測されているが、このような処罰によってかえってジャムカやタイチウト氏は民の信望を失ってしまった。
モンゴルと敵対するメルキト部から挙兵の要請を受けると、タルグタイ、アンクゥ・アクチュウ、クリル、クドダルらタイチウト氏の有力な首長たちは会合を開いた。1200年、タイチウト氏はチンギスとケレイト部のオン・カンの連合軍とサアリ平原で戦い、敗れた。タルグタイはソルラン・シラの子チラウンに討ち取られ、クドダルは捕殺された。生き残ったアンクゥ・アクチュウはメルキトの残党とともにバイカル湖東部に逃走し、クリルはナイマン部の元に亡命した。ナイマンの元に逃れた一団も、後にチンギスに降伏する。
1206年、チンギス・カンが第2次即位の際に任命した95人の千人隊長の中に、タイチウト氏の人物は1人もいなかった。ただし、かつてタイチウト氏から裏切り者として見せしめに殺されてしまったチャカアン・コアの息子トグリルは千人隊長に取り立てられ、後にコルゲン家の王傅に任ぜられている。